# Feilding
Feilding é uma cidade localizada em Manawatu-Wanganui, região da Ilha Norte da Nova Zelândia. Está localizada na principal rede rodoviária do país, a State Highway 54, 20 quilômetros ao norte de Palmerston North. Uma característica da cidade é que não há semáforos e nem parquímetros. A estimativa da população residente em Feilding é de 14.350, em junho de 2008. A cidade é a sede do Conselho Distrital de Manawatu.
O ator Jed Brophy, conhecido por participar de filmes dirigidos por Peter Jackson, nasceu em Feilding.